# Haplonerita maculata
Haplonerita maculata is een beervlinder uit de familie van de spinneruilen (Erebidae). De wetenschappelijke naam van de soort is voor het eerst geldig gepubliceerd in 1988 door de Toulgoët.